# Johann Paul Odendahl Metz
Johann Paul Odendahl Metz CM (auch Juan Paulo Odendahl Metz; * 28. September 1888 in Köln; † 13. Januar 1957) war ein deutscher Missionar und Geistlicher.
Odendahl Metz empfing am 15. Februar 1914 die Priesterweihe für die Lazaristen. Papst Pius XI. ernannte ihn am 10. Februar 1938 zum Titularbischof von Latapolis und Apostolischen Vikar von Limón. Carlo Chiarlo, Apostolischer Nuntius von Costa Rica, spendete ihm am 25. April 1938 die Bischofsweihe. Mitkonsekratoren waren Rafael Otón Castro y Jiménez, Erzbischof von  San José de Costa Rica, und Juan José Maíztegui y Besoitaiturria, Erzbischof von Panama.